# Natalie Roles
Natalie Roles (Hertfordshire, 1971) is een Engelse actrice. Ze is vooral bekend voor haar rol als DS Debbie McAllister in de politieserie The Bill.
Haar carrière begon ze als danseres in de film It couldn't happen here in 1987. Later verscheen ze in verschillende series als gastactrice, waaronder Minder (1993), Press Gang (1993), Night Watch (1995), Men Behaving Badly (1995), Highlander (1999) & Cold Feet (1999).
Alvorens haar vaste rol in The Bill deed Roles enkele gastoptredens in deze serie. In 1993 verscheen ze voor het eerst in de serie als Mandy Cartwright, vier jaar later als Sara Everitt. Van 2000 tot 2004 speelde ze Detective Sergeant Debbie McAllister.